# ادوارد دال
ادوارد دال (انگلیسی: Edward Dahl; ۳ اوت ۱۸۸۶ – ۲۱ نوامبر ۱۹۶۱) ورزشکار دو و میدانی اهل سوئد بود.